# Frédéric Bérat
Pour les articles homonymes, voir Bérat.
Frédéric Bérat, né le 20 ventôse an IX (11 mars 1801) à Rouen et mort le 2 décembre 1855 à Paris 10e, est un goguettier, compositeur et chansonnier français.
Sa chanson Ma Normandie, souvent évoquée en France sous le nom de J'irai revoir ma Normandie, est aujourd'hui l'une des plus célèbres chansons françaises et l'hymne officieux de sa région natale la Normandie et l'hymne officiel du bailliage de Jersey.
La renommée de cette chanson a depuis très longtemps largement dépassé celle de son auteur. En comparaison, ses autres œuvres sont plutôt oubliées.

## Biographie
Frédéric Bérat est né au 23-24 rue Saint-Étienne-des-Tonneliers à Rouen, où vivent alors ses parents. Il est le sixième, né d'une fratrie de sept enfants. Leur père, Jean Charles Bérat, est un négociant aisé en « cuir, huile et bleu de Prusse ». Son frère aîné, le dessinateur Eustache Bérat sera également chansonnier.
Il est tout d'abord prévu qu’il reprenne le commerce de son père. Il étudie à Rouen à l'institution Sueur, rue des Arsins. Il prend également des leçons de clarinette avec un professeur particulier.
Ses études finies, il part à Paris, où il est d'abord employé durant sept ou huit ans dans la maison Chevreux-Aubertot, grand commerce de textile rue du Sentier. Puis il se retrouve dans les bureaux de l'ancien député baron Mercier.
Il apprend le piano en travaillant seul sans enseignant. Le compositeur dans le genre léger et spirituel  Charles-François Plantade lui donne des conseils en matière de composition et d'harmonie. Il commence à écrire des chansons et les interpréter dans des cercles fermés.
Il fréquente la célèbre goguette parisienne de la Lice chansonnière. Laurent Quevilly écrit à ce propos : « Il est un pur produit de la Lice chansonnière, fondée en 1834 par Charles Le Page, sorte d'académie populaire se réunissant chaque jeudi pour chanter en public. » 
Il finit par embrasser la carrière de chansonnier, s’accompagnant de sa guitare. Il a précédé Pierre Dupont dans les adoptions populaires, mais dans un ordre infiniment plus futile, avec une légère portée sentimentale tout au plus, et sans visées sociales aucunes. Dans sa voie familière Gustave Nadaud l’a énormément dépassé par l’esprit, la malice, le charme sentimental, et une certaine élévation philosophique qui le rapproche parfois de Béranger, avec lequel il se lie d’amitié. L’aimant comme son enfant, ce chansonnier  le prend sous sa protection. Il était également ami avec Tony Johannot, Camille Roqueplan, Charlet.
Il compose nombre de chansons à succès, dont La Lisette de Béranger (1843), Les Nouvelles de Paris (1854), Mimi Pinson, Ma prison, Bonne espérance, Le Départ, La Montagnarde, Le Retour du petit Savoyard et Le Berger normand. Mais c’est surtout pour Ma Normandie, la chanson aujourd’hui utilisée comme hymne national du bailliage de Jersey et, de façon non officielle, comme chant régional de la Normandie, qu’il compose en 1836 sur le bateau qui le menait de sa ville natale à Sainte-Adresse, qu’il est passé à la postérité. Cette chanson est lancée dans la goguette parisienne de la Lice chansonnière. Son succès est immense. 30 ans plus tard, il est déjà dit à son propos qu'on en « a tiré plus d'un million d'exemplaires, et qu'on (la) réimprime encore tous les jours. »
Cependant, la célébrité acquise ne lui assure pas la possibilité de vivre de son art. Il doit trouver ailleurs des revenus. Un certain Margueritte lui procure un emploi à l’administration d’une compagnie parisienne de gaz. Il venait à son bureau quand il pouvait y venir.
Il est mort d’une affection de la moelle épinière, qu’il avait pris pour un rhumatisme dans la région lombaire, au 59 rue de Lille à Paris. Ses obsèques ont lieu à l'église Saint-Thomas-d'Aquin et il est enterré au cimetière du Père-Lachaise.
Une place et une rue portent aujourd’hui son nom à Rouen, où se trouve également, square Verdrel, un monument aux frères Bérat dû à Alphonse Guilloux et Georges Bourienne, inauguré le 1er octobre 1905.

## Œuvres
- Ma Normandie.
- À la frontière !

- Le bal où je ne serai pas.
- Mieux vaut mourir, 1834.
- Les Souvenirs de Lisette, 1841.
- C'est demain qu'il arrive, 1842.

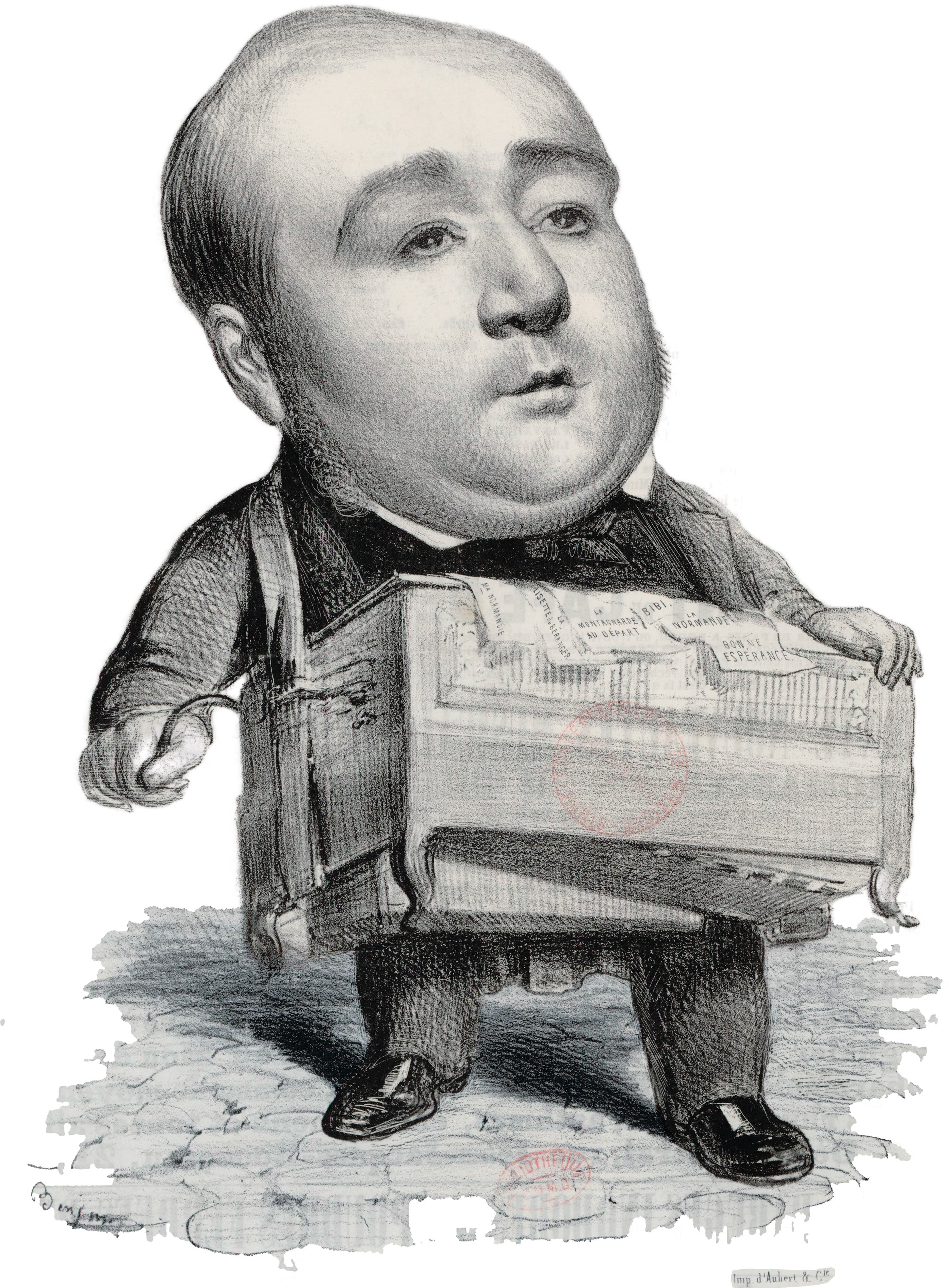
Caricature de Bérat par Benjamin.

- Le soldat et le bon pasteur, 1844.
- Bonheur de mère, 1844.
- Mimi pinson, 1846.
- Bonne espérance !
- La Lisette de Béranger.
- Le Pâtre du Tyrol.
- À la frontière !
- Rien n’est si beau que mon village.
- Jean le postillon.
- Lettre à Marie.
- Bérénice.
- C’est demain qu’il arrive !
- Adieu, bords chéris de la Seine.
- L’Octogénaire.
- La Montagnarde au départ.
- Fanchette.
- Après la bataille.
- Une jeunesse normande.
- Dieu n’a pas deux familles.
- Ma petite Toinette.
- O muse des chansons !
- Le Retour.
- À Béranger.
- Les Amoureux.
- Ma prison.
- Je n’ose la nommer.
- Au diable les leçons !
- Si j’étais né petit oiseau.
- Les Deux Frères savoyards.
- Le Poëte.
- Les Causeries du soir.
- Un berger de Normandie.
- Le Marchand de chansons.
- Le Départ du petit Savoyard.
- La Valse dans la prairie.
- Les Nouvelles de Paris.
- Ma Normandie.
- Un premier amour.
- À mes chansons.
- La Pauvre Marie.
- Je veux être soldat.
- Bibi.
- Le Marié.
- La Croix de ta mère.
- Les Quatre Sous du petit Nicolle.
- Le Jeune Poëte mourant.
- Le Doigt coupé.
- La Veille des moissons.
- Les Petits bergers.
- Entre cousine et cousin.
- Le Retour du petit Savoyard.
- La Noce à mon frère André.
- Louise et Louison.
- Mon Petit Pierre.
- Les Fauvettes.
- Contes et nouvelles du pays normand, Elbeuf, Duval, 1930.